# Pär Gustafsson
Pär Joakim Gustafsson, född 25 augusti 1983 i Gunnareds församling, Göteborgs och Bohus län, är en svensk liberal politiker. 

## Biografi
Gustafsson är uppvuxen i göteborgsförorten Angered och har studerat vid Göteborgs universitet. Han är ledamot av Göteborgs kommunfullmäktige sedan 2018 och är andre vice ordförande i utbildningsnämnden.   
2025 utkom han med boken Under frihetens, rättens och ansvarets fana. Boken skildrar Folkpartiets bildande 1934 och samlingen i den liberala familjen samt de ledande företrädarna nationellt, i Västsverige och i Göteborg. Boken avslutas med ett nytt upprop till frihetens försvar.   
Sedan 2019 är han förbundsordförande för Liberalerna Västsverige. Tidigare var han vice ordförande för Liberalerna Göteborg. 
Under mandatperioden 2018-2022 var han kommunfullmäktiges 1:e vice ordförande och tillika vice borgmästare samt ordförande i Utbildningsnämnden. Innan dess var han mångårig medarbetare på Folkpartiet, senare Liberalernas, kansli på kommunstyrelsen. 
2007 valdes han till ordförande för Liberala studenter, ordförandeposten lämnade han i december 2010. I den rollen drev han aktivt frågan om kårobligatoriets avskaffande. 
Gustafsson har tidigare varit 2:e vice ordförande och ledamot i stadsdelsnämnden Örgryte-Härlanda och ersättare i stadsdelsnämnden Gunnared.